# Timo Hebeler
Timo Hebeler (* 8. Dezember 1974 in Rotenburg an der Fulda) ist ein deutscher Rechtswissenschaftler und Hochschullehrer an der Universität Trier.

## Leben
Nach dem Abitur 1994 und dem anschließenden Wehrdienst studierte Hebeler ab dem Wintersemester 1995/96 Rechtswissenschaften an der Universität Gießen. Dort legte er im Februar 2000 sein Erstes Juristisches Staatsexamen ab und schloss ein Studium der Verwaltungswissenschaft an der Universität Speyer an, das er im Mai 2001 abschloss. Nach seinem Staatsexamen hatte Hebeler eine Stellung als wissenschaftlicher Mitarbeiter von Thomas Groß an dessen Gießener Lehrstuhl angetreten. Unter dessen Betreuung promovierte Hebeler im Mai 2001 zum Dr. iur. Anschließend leistete er ab November 2002 am Landgericht Gießen sein Referendariat ab, das er 2004 mit dem Zweiten Staatsexamen beendete. Im Juli 2007 schloss er in Gießen sein Habilitationsverfahren ab und erhielt die Venia legendi für die Fächer Öffentliches Recht, Sozialrecht und Verwaltungswissenschaft. Seine Habilitationsschrift wurde mit dem Dr.-Herbert-Stolzenberg-Preis ausgezeichnet.
Es folgten ab dem Sommersemester 2008 Lehrstuhlvertretungen an den Universitäten Heidelberg, Frankfurt am Main und Freiburg. Ab dem Wintersemester 2009/10 hatte er einen ordentlichen öffentlich-rechtlichen Lehrstuhl an der Universität Potsdam inne. Zum Sommersemester 2011 wechselte Hebeler an die Universität Trier, wo er seitdem den Lehrstuhl für Öffentliches Recht, Sozialrecht und Verwaltungswissenschaft innehat. Seit 2014 ist er zudem Direktor des Trierer Instituts für Umwelt- und Technikrecht (IUTR).

## Werke (Auswahl)
Hebelers Forschungsschwerpunkte liegen vor allem im Staatsrecht, im allgemeinen Verwaltungsrecht und dem Recht des Öffentlichen Dienstes.
- Generationengerechtigkeit als verfassungsrechtliches Gebot in der sozialen Rentenversicherung. Nomos, Baden-Baden 2001, ISBN 978-3-7890-7454-7 (Dissertation).
- Verwaltungspersonal – Eine rechts- und verwaltungswissenschaftliche Strukturierung. Nomos, Baden-Baden 2008, ISBN 978-3-8329-3145-2 (Habilitationsschrift).
- 40 Probleme aus dem Staatsrecht. 3. Auflage. Vahlen, München 2011, ISBN 978-3-8006-4177-2.
- mit Laura Buhr: Examinatorium Sozialrecht. Nomos, Baden-Baden 2016, ISBN 978-3-8329-7535-7.
- mit Adina Sitzer: Beamtenversorgungsrecht des Bundes und der Länder. DBB Verlag, Berlin 2017, ISBN 978-3-87863-210-8.
- mit Wilhelm Ilbertz (Begr.): Personalvertretungsrecht des Bundes und der Länder. 18. Auflage. DBB Verlag, Berlin 2017, ISBN 978-3-87863-218-4.